# 鹿毛敏夫
鹿毛 敏夫（かげ としお、1963年 - ）は、日本の日本史学者。名古屋学院大学教授。日本中世史、日本対外関係史、日本近世科学史専攻。

## 略歴
大分県生まれ。1986年、広島大学文学部史学科国史学専攻卒。大分県立大分雄城台高等学校・大分県立森高等学校講師・教諭。1997年、大分県立先哲史料館研究員、主任研究員。2005年、九州大学大学院人文科学府日本史学専修博士後期課程修了、「戦国大名の外交と都市・流通 豊後大友氏と東アジア世界」で博士（文学）。 同年、国立新居浜工業高等専門学校助教授、2007年准教授、2013年教授。2015年、名古屋学院大学国際文化学部教授、2016年大学院外国語学研究科教授。2023年国際文化学部長。

## 人物
- 旧田主丸町（現 福岡県久留米市）町会議員 鹿毛与三郎（かげ よさぶろう、1861年 - 1935年）の曾孫、同町収入役 鹿毛健助（かげ けんすけ、1890年 - 1982年）の孫、大分大学名誉教授・教育学博士 鹿毛基生（かげ もとお、1929年 - 2020年）の息子。
- 2004年、NHK正月時代劇『大友宗麟 心の王国を求めて』（松平健主演）時代考証。2009年、『月のえくぼを見た男 麻田剛立』（くもん出版）で第4回福田清人賞受賞、世界天文年2009日本委員会公認書籍、第55回青少年読書感想文全国コンクール選定課題図書[2]。2024年、『世界史の中の戦国大名』（講談社現代新書）で第10回講談社ブック大賞受賞。

## 著書

### 単著
- 『麻田剛立 宇宙に魅せられた江戸時代人』（岩尾善幸絵、大分県教育委員会） 2003
- 『戦国大名の外交と都市・流通 豊後大友氏と東アジア世界』（思文閣出版、史学叢書） 2006
- 『月のえくぼを見た男 麻田剛立』（関屋敏隆画、くもん出版） 2008
- 『アジアン戦国大名大友氏の研究』（吉川弘文館） 2011　オンデマンド版　2024　ISBN　9784642729031
- 『月に名前を残した男 江戸の天文学者 麻田剛立』（角川ソフィア文庫） 2012
- 『大航海時代のアジアと大友宗麟』（海鳥社） 2013
- 『アジアのなかの戦国大名 西国の群雄と経営戦略』（吉川弘文館、歴史文化ライブラリー） 2015　ISBN　9784642058094
- 『戦国大名の海外交易』（勉誠出版） 2019
- 『大友義鎮 国君、以道愛人、施仁発政』（ミネルヴァ書房、日本評伝選） 2021
- 『世界史の中の戦国大名』（講談社、現代新書）2023
- 『近世天文塾「先事館」と麻田剛立』（吉川弘文館）2024　ISBN　9784642043595

### 編著
- 『戦国大名大友氏と豊後府内』（編著、高志書院） 2008
- 『大内と大友 中世西日本の二大大名』（編著、勉誠出版） 2013
- 『描かれたザビエルと戦国日本 西欧画家のアジア認識』（編著、勉誠出版） 2017
- 『戦国大名の土木事業 中世日本の「インフラ」整備』（編著、戎光祥出版） 2018
- 『戦国大名大友氏の館と権力』（共編著、吉川弘文館） 2018　ISBN　9784642029513
- 『硫黄と銀の室町・戦国』（編著、思文閣出版） 2021
- 『交錯する宗教と民族―交流と衝突の比較史―』（編著、勉誠出版）2021

### 共著
- 『江戸時代人づくり風土記 44 大分』（農山漁村文化協会） 1998
- 『麻田剛立』（末中哲夫監修、大分県教育委員会） 2000
- 『時と文化 日本史攷究の視座』（日本史攷究会編、総合出版社歴研） 2000
- 『日本歴史大事典 3』（小学館） 2001
- 『街道の日本史 52 国東・日田と豊前道』（外園豊基編、吉川弘文館） 2002
- 『日本史攷究と歴史教育の視座』（日本史攷究会編、早稲田大学メディアミックス） 2004
- 『図説宇佐・国東・速見の歴史』（飯沼賢司監修、郷土出版社） 2006
- 『図説大分・由布の歴史』（飯沼賢司監修、郷土出版社） 2007
- 『舟山普陀与東亜海域文化交流』（郭万平, 張捷編、浙江大学出版社） 2009
- 『史跡で読む日本の歴史 8 アジアの中の日本』（服部英雄編、吉川弘文館） 2010
- 『人物往来与東亜交流』（王勇編、光明日報出版社） 2010
- 『日本中世の西国社会 3 西国の文化と外交』（川岡勉, 古賀信幸編、清文堂出版） 2011
- 『戦国大名と政略結婚』（新人物文庫） 2012
- 『南蛮・紅毛・唐人 一六・一七世紀の東アジア海域』（中島楽章編、思文閣出版） 2013
- 『描かれた倭寇 「倭寇図巻」と「抗倭図巻」』（東京大学史料編纂所編、吉川弘文館） 2014
- 『東アジア海域に漕ぎだす 6 海がはぐくむ日本文化』（小島毅監修、静永健編、東京大学出版会） 2014
- 『日明関係史研究入門 アジアのなかの遣明船』（村井章介編、勉誠出版） 2015
- 『「倭寇図巻」「抗倭図巻」をよむ』（須田牧子編、勉誠出版） 2016
- 『キリシタン大名 布教・政策・信仰の実相』（五野井隆史監修、宮帯出版社） 2017 ISBN 978-4801600188
- 『アジアの海を渡る人々―16・17世紀の渡海者―』（上田信・中島楽章編、春風社）2021
- 『つなぐ世界史』1古代・中世（岡美穂子編、清水書院）2023
- 『中世史研究会五〇周年大会論集 日本中世の東西と都鄙』（中世史研究会編、思文閣出版）2024

### 編集
- 『府内と臼杵から戦国の世界が見える 都市・貿易・民衆』（編、大分県立先哲史料館） 1999
- 『麻田剛立資料集』（編、大分県先哲叢書） 1999
- 『大友府内 よみがえる中世国際都市』（編、大分県立先哲史料館） 2001
- 『大友水軍 海からみた中世豊後』（編、大分県立先哲史料館） 2003

## 論文
- Cinii